# Galtby

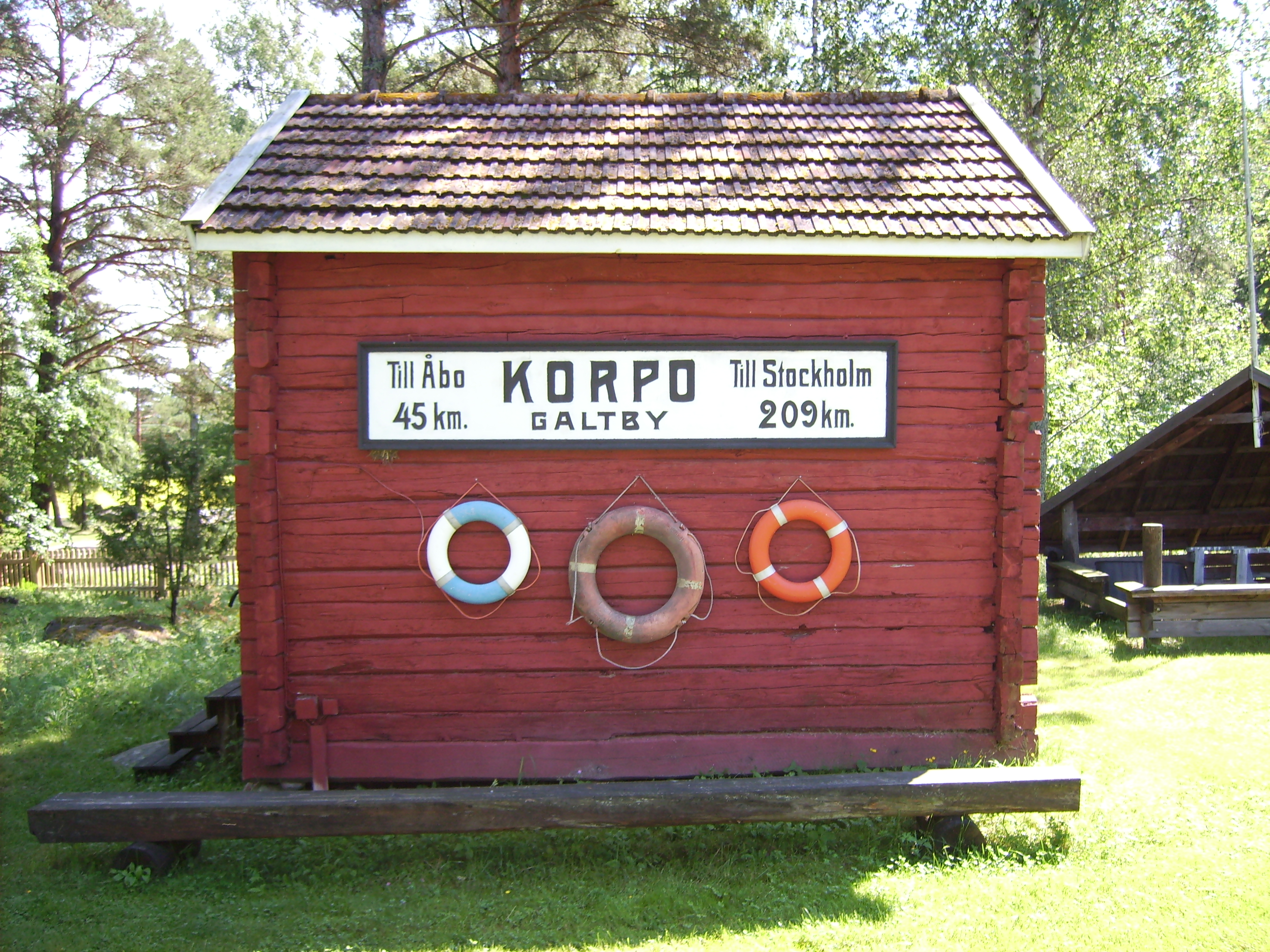
Oud bord uit de haven van Galtby, momenteel te vinden in het streekmuseum van Korpo.

Galtby is een klein dorpje op het Finse eiland Korpo.
Het dorpje ligt ongeveer 3 km ten noorden van de hoofdplaats Korppoo.
Galtby is vooral bekend vanwege de veerhaven, van waaruit veerboten vertrekken naar de Finse eilanden Houtskär en Norrskata; veerboten van Ålandstrafiken vertrekken van hieruit naar diverse bestemmingen op Åland: onder andere Kökar, Sottunga, Föglö, Långnäs. Van 1959-1962 vertrokken hier ook veerboten naar Zweden, maar die dienst werd later verplaatst naar havens die oostelijker lagen, dichter bij het Finse vasteland.